# 迪朗斯河畔圣保罗
迪朗斯河畔圣保罗（法語：Saint-Paul-lès-Durance，法語發音：[sɛ̃ pɔl lɛ dyʁɑ̃s]）是法国罗讷河口省的一个市镇，属于普罗旺斯地区艾克斯区。

## 地理
迪朗斯河畔圣保罗（43°41'12"N, 5°42'28"E）面积45.81 平方千米，位于法国普罗旺斯-阿尔卑斯-蓝色海岸大区罗讷河口省，该省份为法国东南部沿海省份，北起沃克吕兹省，西接加尔省，南濒地中海，东临瓦尔省。
与迪朗斯河畔圣保罗接壤的市镇（或旧市镇、城区）包括：茹克、日纳塞维、里扬斯、韦尔东河畔维农、博蒙德佩尔蒂。

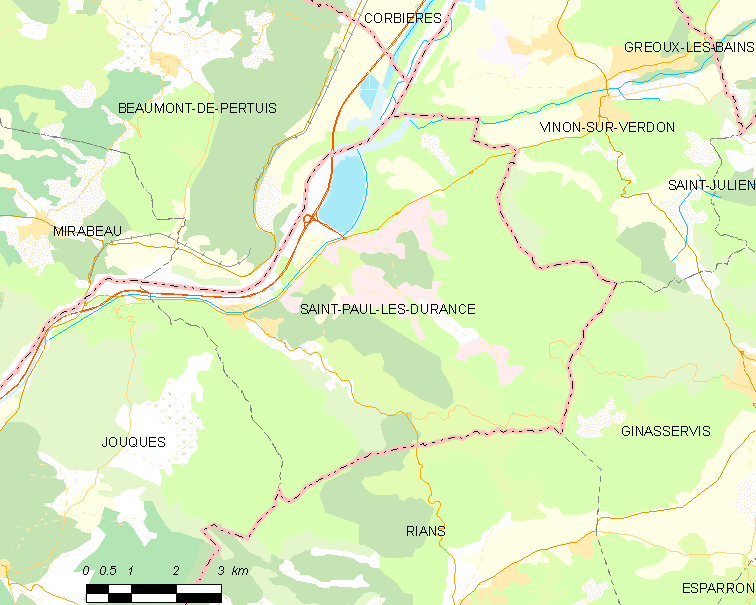
迪朗斯河畔圣保罗的OSM定位图

迪朗斯河畔圣保罗的时区为UTC+01:00、UTC+02:00（夏令时）。

## 行政
迪朗斯河畔圣保罗的邮政编码为13115，INSEE市镇编码为13099。

## 政治
迪朗斯河畔圣保罗所属的省级选区为特雷茨县。

## 人口

1962-2008年间迪朗斯河畔圣保罗人口变化图示

迪朗斯河畔圣保罗于2022年1月1日时的人口数量为886人。